# European Air Group

Französisch-Britische European Air Group (FBEAG) 1995.
Beitrittsländer, Gründung der European Air Group (EAG) 2000–2004.
Partner-Nationen.

Die European Air Group (EAG) ist eine unabhängige Organisation, die aus den Luftstreitkräften von sieben Mitgliedsstaaten (Belgien, Deutschland, Frankreich, Großbritannien, Italien, Niederlande und Spanien) besteht. Die EAG beschäftigt sich mit der Verbesserung der Interoperabilität zwischen den Luftstreitkräften der EAG und ihren Partnerländern. Dies geschieht durch unterschiedliche Projekte mit dem Ziel der Erarbeitung konkreter Lösungen zu Problemen in der Zusammenarbeit um so die Fähigkeiten der Luftstreitkräfte zu verbessern.

## Geschichte
Die Ursprünge der EAG reichen zurück bis in den Golfkrieg von 1991, in dem die britische Royal Air Force (RAF) und die französische Französische Luftstreitkräfte (FAF) bei einer Reihe von Einsätzen eng zusammengearbeitet haben. Diese Zusammenarbeit setzte sich bei weiteren Missionen zur Unterstützung der Streitkräfte der Vereinten Nationen im ehemaligen Jugoslawien und bei Einsätzen über Bosnien-Herzegowina fort.
Aufgrund der gemachten Erfahrungen wuchs sowohl in Frankreich als auch im Vereinigten Königreich die Erkenntnis, dass eine neue Dienststelle erforderlich ist, die sich um die Verbesserung der Interoperabilität kümmert. Infolgedessen wurde auf dem Chartres-Gipfel 1994 die Absicht bekannt gegeben, die Franco-British European Air Group (FBEAG) zu gründen, die 1995 bei einer gemeinsamen Zeremonie zwischen dem französischen Präsidenten Jacques Chirac und dem britischen Premierminister John Major offiziell aus der Taufe gehoben wurde. Von Anfang an war das Wort „European“ im Titel der Organisation enthalten, damit der Weg für den Beitritt weiterer Nationen offen blieb.
Im weiteren Verlauf wurde beschlossen, andere Nationen zur Kooperation zu gewinnen, was sich zum Katalysator für eine dauerhaftere Vereinbarung erwies. Italien war das erste Land, das einen Antrag auf Mitgliedschaft stellte. Dem folgten bald Weitere. Am 1. Januar 1998 erfolgte schließlich die Namensänderung der FBEAG in „European Air Group“ (EAG). Kurz darauf wurde das neu erbaute Dienstgebäude im Juni 1998 vom damaligen britischen Verteidigungsminister George Robertson am Standort der RAF in High Wycombe offiziell eingeweiht.
Die neue EAG wurde von den französischen und britischen Ministern Alain Richard und George Robertson gebilligt, die am 6. Juli 1998 gemeinsam das Regierungsabkommen unterzeichneten. Dieses Datum markiert die formelle Indienststellung der EAG, die sich rasch im Rahmen eines Abkommens ausweitete. Das am 16. Juni 1999 unterzeichnete Änderungsprotokoll ermöglichte den Beitritt neuer Mitglieder und die derzeitige Zusammensetzung aus sieben Mitgliedsstaaten erreichen: Belgien, Deutschland, Frankreich, Großbritannien, Italien, Niederlande und Spanien.

## Organisation
Die European Air Group (EAG) wird von der EAG Steering Group (SG) geleitet, die sich aus den Chefs der Luftwaffe der sieben Nationen zusammensetzt. Sie tagen einmal im Jahr, um auf hoher Ebene Fragen im Zusammenhang mit den Aufgaben der EAG zu erörtern und Weisungen zu erlassen.
Am Standort der RAF High Wycombe, Großbritannien, ist ein ständiger Stab (Permanent Staff; PS) von 30 Mitarbeitern – 24 Offiziere und sechs Feldwebeldienstgrade – eingerichtet. Sie sind für die Durchführung und Koordinierung der EAG-Aktivitäten verantwortlich, immer ausgerichtet an der Zielsetzung der Organisation.
Die EAG wird vom Direktor der EAG (DEAG) geleitet, dem Chef der Luftstreitkräfte einer der EAG-Nationen. Da er in seinem nationalen Hauptquartier verbleibt, arbeitet die EAG unter der Leitung des stellvertretenden Direktors (Deputy Director) der EAG (DDEAG), eines Brigadegeneral, der als leitender Verantwortlicher in der EAG in High Wycombe vor Ort ist.
In der Koordination der täglichen Arbeitsabläufe wird der den DDEAG durch den Chef des Stabes (COS) unterstützt, der Leitlinien, Richtlinien und Initiativen in detaillierte Projekte, Aufgaben und Aktivitäten der EAG-Mitarbeiter umsetzt.

## Mitglieder
- Vereinigtes Königreich (1995)[1]
- Frankreich (1995)[1]
- Italien (2000)[9]
- Deutschland (2001)[9]
- Niederlande (2001)[9]
- Spanien (2002)[9]
- Belgien (2004)[9]

### Partner-Nationen
- Norwegen[10]
- Schweden[10]

### Teilnehmende Nationen
- Kanada[10]
- Vereinigte Staaten[10]
- Polen[10]
- Australien[10]